# 256P/LINEAR
256P/LINEAR è una cometa periodica appartenente alla famiglia delle comete gioviane. Unica particolarità di questa cometa è di avere una piccola MOID col pianeta Giove; questa caratteristica comporta passaggi molto ravvicinati tra i due corpi con conseguenti futuri cambiamenti, anche notevoli, degli elementi orbitali della cometa.

## Storia della scoperta
La cometa è stata scoperta inizialmente il 26 aprile 2003 e ritenuta un asteroide, come tale fu denominata 2003 HT15, il 14 giugno 2003 veniva comunicato che erano state scoperte immagini di prescoperta risalenti al 27 gennaio 2003, il 24 giugno 2003 fu scoperto che in effetti era una cometa e come tale ridenominata P/2003 HT15 LINEAR: il 26 gennaio 2012 veniva riscoperta, questo fatto ha permesso la numerazione definitiva della cometa.